# Ignacio Noguer Carmona
Ignacio Noguer Carmona (Sevilla, España, 13 de enero de 1931-Huelva, 3 de octubre de 2019) fue un obispo español, primero de Guadix-Baza (1976-1990) y después de Huelva (1993-2006), siendo emérito (2006-2019).

## Biografía
Fue ordenado sacerdote el 17 de junio de 1956. 
El papa Pablo VI lo nombró obispo de Guadix-Baza el 10 de septiembre de 1976, siendo ordenado el 17 de octubre por el arzobispo de Sevilla José María Card. Bueno Monreal. 
El  19 de octubre de 1990 Juan Pablo II lo nombró obispo coadjutor de Huelva, quedando como obispo el 27 de octubre de 1993 tras la renuncia por edad de Rafael González Moralejo. 
El 17 de julio de 2006 el papa Benedicto XVI aceptó su renuncia por edad.